# Bagnoli (Neapel)
Bagnoli ist der 18. von den 30 Stadtteilen (Quartieri) der süditalienischen Hafenstadt Neapel. Er liegt am Meer in der Bucht von Pozzuoli und gehört zur westlichen Peripherie Neapels.

## Geographie und Demographie
Bagnoli ist 7,96 Quadratkilometer groß und hatte im Jahr 2009 23.648 Einwohner.

## Geschichte

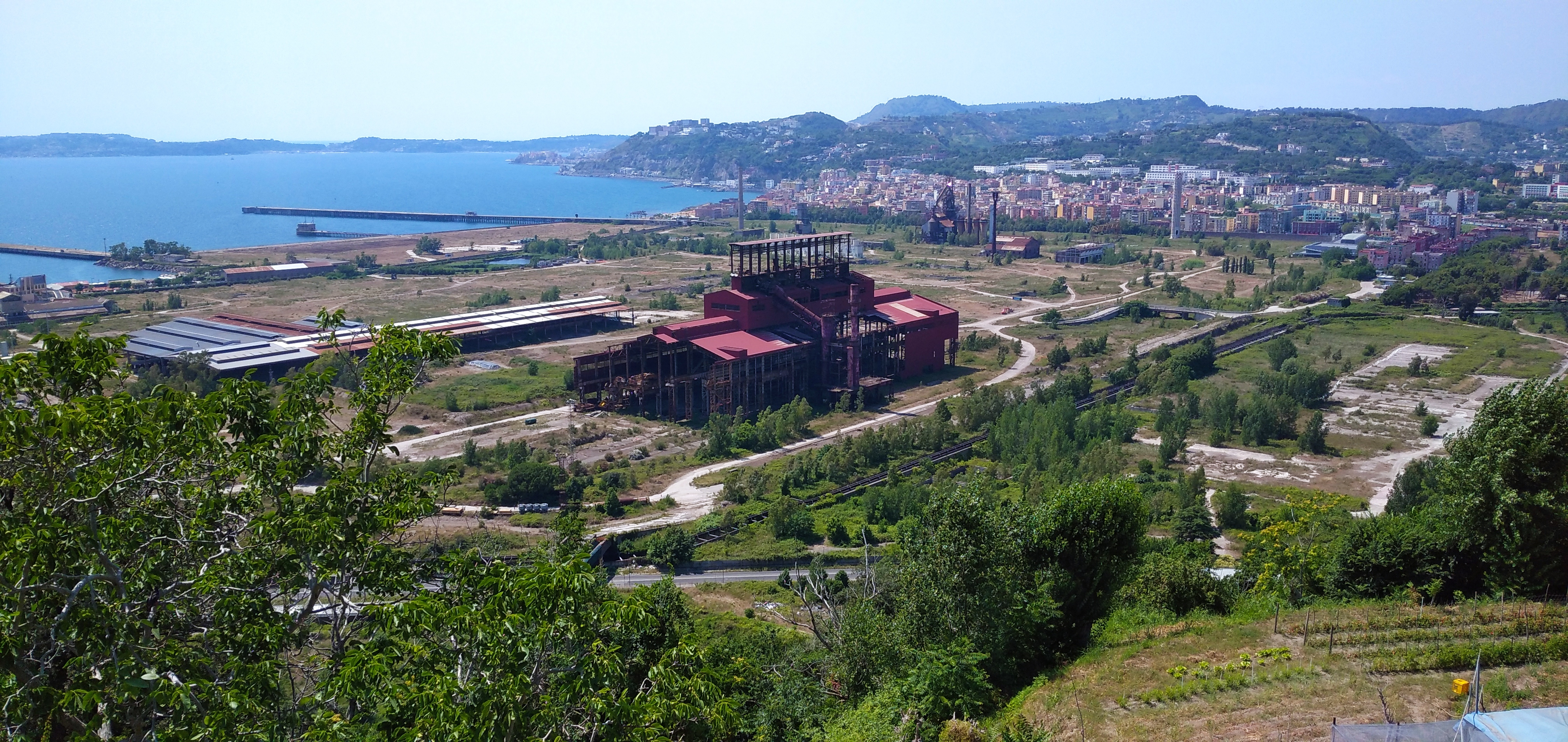
Reste des Stahlwerks von Bagnoli

Der Name Bagnoli leitet sich wahrscheinlich vom altgriechischen Wort Balneolis ab, da es bis zur Ansiedlung der Stahlindustrie mehrere Thermalbäder gab.
Zu Beginn des zwanzigsten Jahrhunderts fasste in Bagnoli erstmals die Stahlindustrie Fuß, wodurch sich der Ort nachhaltig industrialisierte. Zu jener Zeit errichtete die Società Anonima Ilva, aus der später der Konzern Italsider wurde, ein Stahlwerk mit einer Kapazität von schließlich 2,3 Mio. t. Zwei Hochöfen wurden Ende der sechziger Jahre neu installiert. Aufgrund von politischen Konflikten wurde der Bau eines Warmwalzwerks unterbrochen. Das Werk arbeitete in den 1970er Jahren und vermutlich auch später stark defizitär. 1991 wurde das Werk aufgrund der Stahlkrise geschlossen. 
Bis 2005 wurde es abgerissen.
2016 versuchte der damalige italienische Ministerpräsident Matteo Renzi, das Areal zu sanieren und neue Firmen anzusiedeln.
In den Jahren von 1946 bis 1951 bestand ein Flüchtlingslager der Internationalen Flüchtlingsorganisation. Im Rahmen der Operation Keelhaul haben die Alliierten von dort in den Nachkriegsjahren tatsächliche oder ehemalige Sowjetbürger zwangsweise in die Sowjetunion repatriiert.